# Rutynoza
Rutynoza, 6-O-α-L-ramnozylo-β-D-glukoza – organiczny związek chemiczny z grupy deoksycukrów, disacharyd zbudowany z reszt ramnozy i glukozy.

## Występowanie
Rutynoza obecna jest w niektórych glikozydach flawonoidów.

## Otrzymywanie
Można ją otrzymać poprzez hydrolizę rutyny za pomocą enzymu degradującego rutynę (RDE, z ang. rutin-degrading enzyme).